# 非洲和马达加斯加联盟
非洲和马达加斯加联盟（法語：Union Africaine et Malgache），是非洲的政府间组织，旨在促进新独立的非洲法语国家之间的合作。该组织的名称来源于非洲大陆和马拉加西共和国（即现马达加斯加）。1985年该组织解散。

## 历史
非洲和马达加斯加联盟成立于1961年9月。发起国为参加1960年在布拉柴维尔举行的法语国家布拉柴维尔集团会议的12个国家，他们同意与前殖民国法国保持密切且特殊的关系。包括在国际政治问题上采取共同立场，促进经济合作，建立一个共同的防卫组织。因成员国都高度依赖法国的援助，使该联盟没有发挥重要的作用。
1964年3月，非洲和马达加斯加联盟更名为非洲和马达加斯加经济合作联盟（Union Africaine et Malgache de Coopération Économique），专注于经济领域。1966年该组织不再活跃。
1965年，非洲和马达加斯加联盟的12个成员又成立了非洲和马达加斯加共同组织（Organization Commune Africaine et Malgache），并先后加入了新成员多哥、刚果（金）、卢旺达。同年6月毛里塔尼亚退出。OCAM不再追求UAM所制定的政治和国防目标，仅专注于经济和文化合作。OCAM总部设立于中非共和国首都班吉。
该组织之后遭遇越来越多的困难。1970年毛里求斯加入，1972年扎伊尔退出，1973年刚果（布）退出，1974年喀麦隆、乍得、马达加斯加退出，1977年加蓬退出。当然其中的部分国家依然与OCAM保持管道。1982年OCAM举行的峰会上，将组织名改为非洲和毛里求斯共同组织（因为马达加斯加已经退出）。1985年组织废除。

## 成员国
| 创始国： - （1974年退出） - 喀麦隆 （1974年退出） - 刚果共和国 （1973年退出） - 達荷美（现 ） - 加彭（1977年退出） - （现 布吉納法索） - 毛里塔尼亚 （1965年退出） - 尼日尔 - 马尔加什共和国 （现马达加斯加） （1974年退出） - 中非 - 塞内加尔 | - 多哥（1965年加入） - 刚果民主共和国）（1965年加入，1971年更名为 ，1972年退出） - 卢旺达（1965年加入） - 模里西斯（1970年加入） |